# Брендалізм

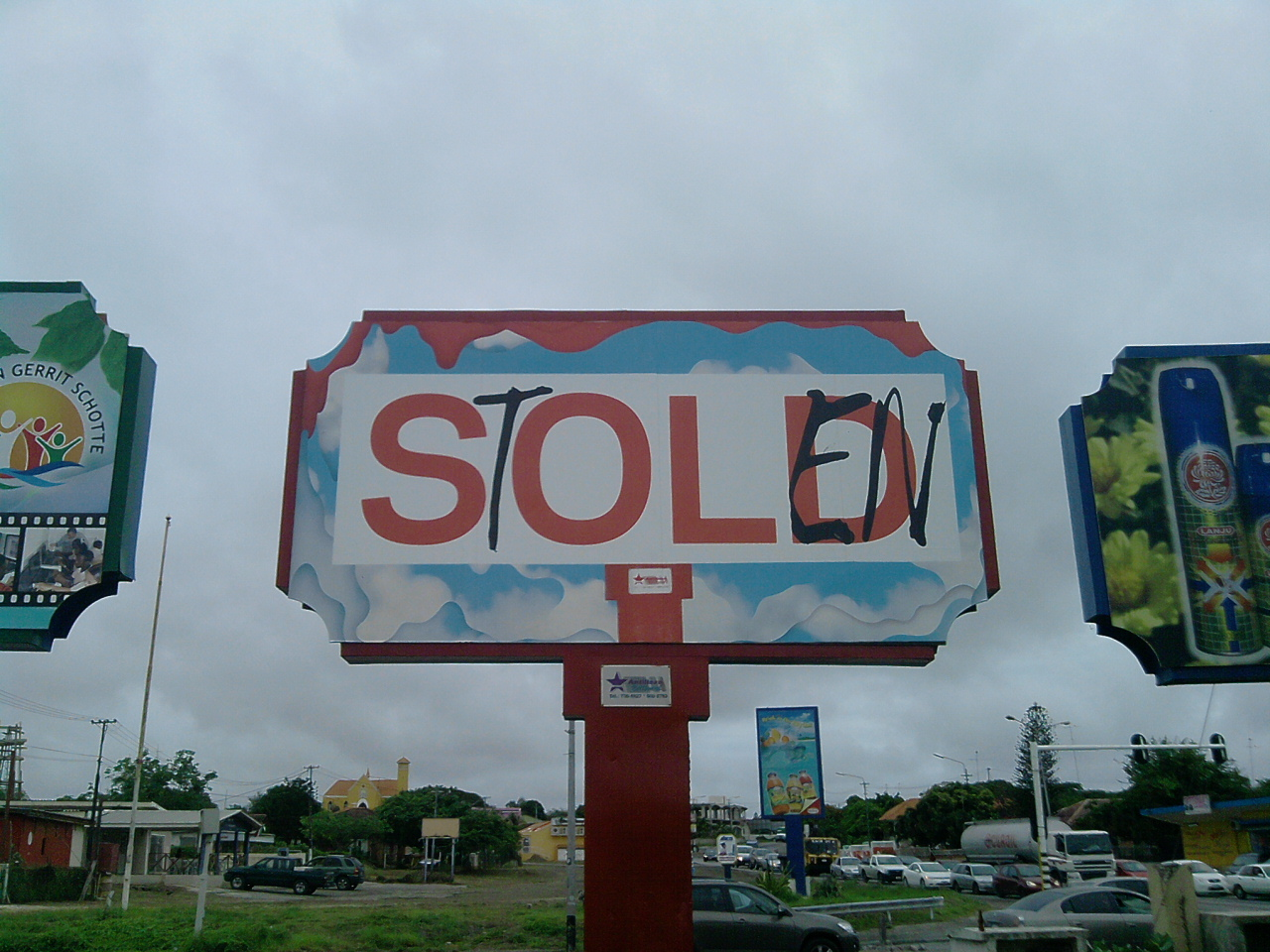
Приклад брендалізму: sold → stolen

Брендалізм (бренд + вандалізм) — антирекламний рух, що закликає великі корпорації та держави відмовитися від лицемірства; вандалізм, об'єктом якого є реклама.

## Історія
Формально сформувалося у липні 2012 року в Лондоні, коли 26 британських художників провели кампанію «субреклама», в рамках якої вони розмістили рекламні оголошення на рекламних щитах у п'яти англійських містах.
У травні 2014 року 40 активістів брендалізму замінили 365 об'єктів зовнішньої реклами у 10 британських містах, на автобусних зупинках та інших місцях монохромним мистецтвом. Плакати були покликані викликати антирекламу.
У листопаді 2020 року активісти руху провели акцію, націлившись на більш ніж 250 білбордів та рекламних щитів на автобусних зупинках у Великій Британії. Ця кампанія стала відповіддю на заяву банку HSBC, однієї з найбільших фінансових установ, про намір скоротити свої вуглецеві викиди, незважаючи на фінансування нафтових компаній і підприємств, що сприяють вирубці лісів. Представники руху створили сатиричну рекламу, використавши візуальний стиль банку, але змінивши тексти. У білбордах HSBC з'явилися повідомлення, такі як: «Вони називають це злочином. Ми називаємо це бізнесом».